# Hyde Park (New York)
 For alternative betydninger, se Hyde Park (flertydig). (Se også artikler, som begynder med Hyde Park)
Hyde Park er en by i den nordvestlige del af Dutchess County i delstaten New York i USA. Byen har 21.021 (2020) indbyggere. Den er mest kendt for at være fødested for den amerikanske præsident Franklin D. Roosevelt.
Hyde Park lige ved Hudson-floden, lige nord for byen Poughkeepsie. U.S. Route 9 passerer gennem byen. Hyde Park er hjemsted for Culinary Institute of America, et uddannelsesinstitution der koncenterer sig om kogekunst og bagning.

## Historie
Bosætningen af regionen begyndte officielt omkring 1742, men kan være startet allerede i 1710. Områdets navn blev ændret til "Hyde Park" omkring 1810. Tidligere var den en del af Fauconnier Patent og havde navnet "Stoutenburgh," efter en tidlig bosætter. En del af byen tilhørte Great Nine Partners Patent fra 1697.
Dr. John Bard havde kaldt sit gods for "Hyde Park" til ære for Edward Hyde, som var Lord Cornbury og guvernør af New York. I 1804 kaldte en kroholder, hvis forretning gik trægt sin kro for "Hyde Park Inn", til stor irritation for Dr. Bard. Miller, kroejeren, ansøgte om at få et postkontor placeret ved hans kro, hvilket ikke var usædvanligt. Ansøgningen blev imødekommet og kontoret fik navnet "Hyde Park Post office." På grund af postkontorets navn "Hyde Park" og beboernes postadresser derfor var "Hyde Park" begyndte området langsomt at blive kendt som "Hyde Park". Til sidst første det til en officiel ændring af byens navn fra Stoutenburgh til Hyde Park i 1812. Hyde Park var en del af byen Clinton indtil 1821, da byen Hyde Park blev dannet.
I 1900 var byens befolkningstal på 2.806.

### Tidligere og nuværende bemærkelsesværdige beboerne
Hyde Park var fødested og gravsted for Franklin D. Roosevelt (1882-1945), USA's 32. præsident (1933-1945). Hans ejendom, Springwood, er Home of Franklin D. Roosevelt National Historic Site som vedligeholdes af National Park Service. Her finder man også hans præsidentbibliotek og museum. Roosevelt benyttede denne bolig livet igennem. FDR's historiske hus er nu et museum, som er åbent for offentligheden.
Byen rummer et af mange af Frederick William Vanderbilts huse.
Val-Kill var hjem for Eleanor Roosevelt, hustru til Franklin D. Roosevelt. Det ligger ca. 3 km fra FDR's hjem.

## Geografi
Ifølge det amerikanske kontor for folketællinger har byen et samlet areal på 103,2 km², hvoraf 95,7 km² er land og 7,5 km² er vandområder.
Hudson floden udgør byens vestlige grænse, som ligger ved grænsen til Ulster County.
Byen grænser også op til Poughkeepsie mod syd Rhinebeck mod nord og Clinton og Pleasant Valley mod øst.

## Demografi
Ifølge folketællingen i 2000 boede der 20.852 fordelt på 7.395 husholdninger og 5.220 familier i byen. Befolkningstætheden var 217,8/km². Der var 7.704 boliger svarende til 80,5/km². Den racemæssige fordeling var 91,02% hvide, 4,25% sorte, 0.20% indianere, 1,39% asiater, 0,08% fra Stillehavsøerne, 1,19% af anden oprindelse og 1,86% af to eller flere racer. Spanske eller latinske af alle racer udgjorde 3,23% af befolkningen.
Der var 7.395 husholdninger hvoraf 34% havde børn under 18, 56,7% var gifte par, som boede sammen, 10,3% var kvindelige husholdninger, og 29,4% var enlige. 23,0% af alle husholdninger bestod af enkeltpersoner, og 8,6% var enlige over 65 år. Den gennemsnitlige husholdning bestod af 2,63 personer og den gennemsnitlige familie af 3,10 personer.
I byen var befolkningen fordelt på 24,7% under 18, 11,2% mellem 18 og 24, 28,5% mellem 25 og 44, 23,1% mellem 45 og 64 og 12,5% som var over 65 år. Medianalderen var 36 år. For hver 100 kvinder var der 99,8 mænd. For hver 100 kvinder over 18 var der 99 mænd.
Medianindkomsten for en husholdning i byen var $50.870, og medianindkomsten for en familie var $58.047. Mænd havde en medianindkomst på $42.251 mens kvindernes var $28,176. Gennemsnitsindkomsten i byen var $21.260. Omkring 4,4% af familierne og 5,7% af befolkningen var under fattigdomsgrænsen, herunder 5,3% af de somv a runder 18 og 6,0% af de som var 65 eller ældre.

## Bysamfund i Hyde Park
- Culinary Institute of America --- En af verdens bedste kulinariske skoler i den sydlige del af byen mellem US 9 og Hudson-floden.
- East Park – Et bysamfund øst for Hyde Park village.
- Haviland, New York – Et bysamfund i den sydlige del af byen.
- Hyde Park Landsbyen Hyde Park ligger ved US 9 nær Hudson-floden.
- Margaret Lewis Norrie State Park – En statslig park i den nordlige del af byen.
- Mills Memorial State Park – Ligger ved Hudson-floden i Staatsburg. Bygget af Morgan Lewis og hans kone Gertrude Livingston. Det er åbent for offentligheden og omfatter forevisninger af huset og vandrestier.
- Norrie Point- Vandrestier og miljøcenter samt marina.
- Staatsburg – En landsby ved Hudson-floden i den nordvestlige del af byen.
- West Park En landsby vest for Hyde Park på den anden side af Hudson-floden i Ulster County.

## Eksterne kilder
- Byen Hyde Park
- Hyde Park Folkebibliotek
- Staatsburg Library – lokale informationer
- Hyde Park Chamber of Commerce Arkiveret 17. juni 2007 hos  Wayback Machine